# Simon Kézai
Simon Kézai oder Simon Keszi war einer der berühmtesten ungarischen Chronisten des 13. Jahrhunderts. Die Umstände seines Lebens sind im Großen und Ganzen unbekannt.
Sein Hauptwerk, die Gesta Hunnorum et Hungarorum („Taten der Hunnen und der Ungarn“) widmete er dem damaligen König, Ladislaus IV. Wie er selbst schreibt, hat er diese Gesta aus italienischen, deutschen und französischen Quellen zusammengestellt, an manchen Stellen hat er sich jedoch aus ungarischen Chroniken und Sagen informiert. Das Werk wurde auf Lateinisch geschrieben.
Wir wissen über Kézai, dass er Ungar war, denn er bezieht sich in seinem Werk auf die ungarische Sprache als „unsere Sprache“. Sein Familienname lässt darauf schließen, dass er entweder aus Kéza im Komitat Bihar oder aus Dunakeszi stammte. Die zweite Vermutung ist wahrscheinlicher, da er im Zusammenhang mit der Schlacht bei Dürnkrut die Namen der Söhne des Dunakesser Landbesitzers Renold Básztej erwähnt. Ladislaus IV. erwähnt Simon Kézai am 19. Oktober 1283 als seinen Notar, „homo regius“.
Als Lehrer und Hofpriester schrieb er seine Gesta etwa 1282–1283. Das zweibändige Werk fängt mit der Geschichte Hunor und Magor an, wo der Autor versucht, die Verwandtschaft zwischen den Hunnen und Magyaren zu beweisen. Im ersten Band befasst sich der Autor mit der Geschichte der Hunnen bis zum Tode von Attila („Etzel, Etele“) und der Auflösung des Hunnenreiches. Im zweiten Band beschreibt er die Geschichte der Ansiedlung der Ungarn und ihre Staatsgründung, also das ungarische Frühmittelalter bis 1280. Dabei geht er auch auf die Sagenwelt der frühmittelalterlichen Ungarn ein, zum Beispiel der Geschichte des Wunderhirsches oder des Turuls (quae Hungarice turul dicitur, wie Kézai schreibt). Kézais betont, dass seine Beschreibungen so realistisch wie möglich seien. Im Anhang der Chronik beschreibt er die neu angekommenen Adligen, die Angestellten im Hof, und er berichtet über wichtige Angaben über die Bevölkerung.
Kézai übte starke Kritik an Orosius, den er in der Überlieferung durch Jordanes zitiert, wegen seines „schwachen Märchens“ über die Ungarn. Er selbst verwendete die Beschreibungen der Reisenden, als er über Scythia schrieb. 
Sein Werk wurde sechsmal im Druck herausgegeben: zuerst 1782 in Wien, dann im gleichen Jahr auch in Buda. 1833 druckte Josef Podhardszky die dritte Ausgabe, 1849 István Endlicher in St. Gallen die vierte, dann auf Ungarisch 1862 Károly Szabó in Pest, schließlich erschien 1999 eine kritische Ausgabe. Das Originalmanuskript des Verfassers ist nicht erhalten.

## Ausgaben und Übersetzungen
- László Veszprémy, Frank Schaer (Hrsg.): Simonis de Kéza Gesta Hungarorum. Simon of Kéza: The Deeds of the Hungarians. Central European University Press, Budapest/New York 1999, ISBN 963-9116-31-9 (kritische Ausgabe mit englischer Übersetzung; online bei Google Books).